# Archidiecezja Caracas
Archidiecezja Caracas, Santiago de Venezuela (łac. Archidioecesis Caracensis o S. Iacobi in Venezuela) – archidiecezja Kościoła rzymskokatolickiego w Wenezueli. Należy do metropolii Caracas. Została erygowana 21 czerwca 1531 roku przez papieża Klemensa VII jako diecezja Coro mocą konstytucji apostolskiej Pro Excellenti Praeminentia. W 1637 roku zmieniono nazwę diecezji na Caracas, Santiago de Venezuela, zaś w 1803 roku została podniesiona do rangi archidiecezji przez papieża Piusa VII mocą konstytucji apostolskiej In universalis Ecclesiae regimine.

## Główne świątynie
- Archikatedra: Archikatedra św. Anny w Caracas
- Bazyliki mniejsze:
  - Bazylika św. Teresy w Caracas
  - Bazylika św. Piotra Apostoła w Caracas
  - Bazylika Santa Capilla w Caracas

## Biskupi i arcybiskupi Caracas
- Juan Lopez de Agurto de la Mata (1634–1637)
- Mauro Diego (Marcos) de Tovar y Valle Maldonado OSB (1639–1652)
- Alonso de Briceño OFM (1659–1668)
- Antonio González de Acuña (1670–1682)
- Diego de Baños y Sotomayor (1683–1706)
- Francisco del Rincón OM (1714–1716)
- Juan José de Escalona y Calatayud (1717–1728)
- José Félix Valverde (1728–1738)
- Juan García Abadiano (1742–1747)
- Manuel Jiménez Bretón (1749-1749)
- Manuel Machado y Luna (22 Sep 1749-1752)
- Francisco de Antolino (25 Sep 1752- 1755)
- Diego Díez Madroñero (1756–1769)
- Mariano Martí (1770–1792)
- Juan de la Virgen María y Viana (1792–1798)
- Francisco de Ibarra (1798–1806)
- Narciso Coll y Prat (1808–1822)
- Domingo de Silos Moreno, OSB  (1818–1824)
- Ramón Méndez (1827–1839)
- Ignacio Fernández Peña (1841–1849)
- Silvestre Guevara y Lira (1852–1876)
- José Ponte (1876–1883)
- Críspulo Uzcátegui (1884–1904)
- Juan Bautista-Castro (1904–1915)
- Felipe Rincón González (1916–1946)
- Lucas Castillo Hernández (1946–1955)
- Rafael Arias Blanco (1955–1959)
- José Humberto Quintero Parra (1960–1980)
- José Lebrún Moratinos (1980–1995)
- Ignacio Velasco SDB (1995–2003)
- Jorge Liberato Urosa Savino (2005–2018)
- Baltazar Porras (2023–2024)
- Raúl Biord Castillo (od 2024)